# 2013 TJ159
2013 TJ159, também escrito como 2013 TJ159, é um objeto transnetuniano que está localizado no disco disperso, uma região do Sistema Solar. Ele possui uma magnitude absoluta de 6,4 e tem um diâmetro com cerca de 231 km. O astrônomo Mike Brown lista este objeto em sua página na internet como um candidato a possível planeta anão.

## Descoberta
2013 TJ159 foi descoberto no dia 13 de outubro de 2013 pelo DECam.

## Órbita
A órbita de 2013 TJ159 tem uma excentricidade de 0,314 e possui um semieixo maior de 52,789 UA. O seu periélio leva o mesmo a uma distância de 36,237 UA em relação ao Sol e seu afélio a 69,341 UA.